# Poa tracyi
Poa tracyi är en gräsart som beskrevs av George Vasey. Poa tracyi ingår i släktet gröen, och familjen gräs. Inga underarter finns listade i Catalogue of Life.